# Eduard Ausfeld
Heinrich Eduard Ausfeld (Gotha, 27 maggio 1850 – Magdeburgo, 4 aprile 1906) è stato un archivista e storico tedesco.

## Biografia
Studiò in diverse università tedesche, conseguì il dottorato nel 1880 presso l'Università di Marburgo. Successivamente lavorò presso gli Staatsarchiv (archivi statali) di Idstein (come tirocinante), Wiesbaden (dal 1881), Coblenza (dal 1892) e Magdeburgo (dal 1897). Nel 1898 succedette a George Adalbert von Mülverstedt (1825-1914) come direttore degli archivi di Magdeburgo. A Magdeburgo prese parte alla costruzione di un nuovo archivio ad Augustastraße (ora Hegelstraße), che aprì per la prima volta nel 1908, due anni dopo la sua morte.

## Opere
- Lambert von Hersfeld und der Zehntstreit zwischen Mainz, Hersfeld und Thüringen, Dissertation 1879.
- Aktenstücke zur Geschichte der Reformation in Halle, in: GeschBll 34, 1899, 163-189.
- Hof- und Haushaltung der letzten Grafen von Henneberg, 1901.
- Über die Inventarisierung der nichtstaatlichen Archive in der Provinz Sachsen, in: Korrespondenzblatt 49, 1901, 207ff.
- Übersicht über die Bestände des K. Staatsarchivs zu Coblenz, 1903.
- Das Stadtarchiv zu Erfurt und seine neuesten Erwerbungen, 1905.
- Soziale Zustände in Staßfurt zu Anfang des 17. Jahrhunderts, in: GeschBll 40, 1905, 61-72.
- Regesten zur Geschichte des Klosters Anrode bei Mühlhausen in Thüringen 1262-1735, 1906.